# GK „Gorodniceanka” Grodno
Gandbolnîi Klub „Gorodniceanka” Grodno, prescurtat GK „Gorodniceanka” Grodno (în belarusă Гандбольный клуб "Городничанка" Гродно, în română Clubul de Handbal „Gorodniceanka” Grodno) este o echipă de handbal feminin din Grodno, Belarus, care evoluează în Campionatul de Handbal al Belarusului. GK „Gorodniceanka” a fost fondată pe 19 iunie 2001, prin Hotărârea nr. 493 a Consiliului Local al orașului Grodno de înființare a Clubului Sportiv de Handbal „Gorodniceanka”. Prin aceeași hotărâre a fost înființată și „Kronon” Grodno, secția masculină a clubului „Gorodniceanka”.
Campioană a Belarusului în 2008, echipa feminină a câștigat numeroase medalii de argint și de bronz în campionatul intern și a participat la numeroase competiții europene.

## Context
Prima echipă de handbal înființată în Grodno a fost una feminină, ale cărei baze au fost puse în 1967, la Liceul de Educație Fizică, de antrenorul M.F. Buroi. Începând din 1973 echipa a evoluat sub tutela Institutului Pedagogic din Grodno, iar în 1981 a ocupat locul al treilea la campionatul de handbal feminin pentru tineret al URSS desfășurat la Šiauliai, în RSS Lituaniană. Între 1974 și 1992 echipa din Grodno s-a aflat în mod constant pe podium la campionatele universitare ale RSS Bielorusă.
Între 1984 și 1992 echipa de fete a purtat numele „Avtomobilist” Grodno, iar în 1992 a fost redenumită „Universitet”, continuând să evolueze sub tutela Institutului Pedagogic până în 2001.
Pe bazele fostei „Avtomobilist” a fost înființată o echipă feminină a regiunii Grodno, care a câștigat Cupa Republicii Belarus și campionatul de handbal universitar în anul 2007.
În urma succeselor echipelor feminine locale, în anul 2001 s-a luat decizia înființării primului club profesionist din Grodno, a cărei echipă feminină a evoluat în campionatul național în paralel cu „Universitet” Grodno. La conducerea ei a fost numit V. Kirilenko, primul său antrenor principal a fost Nikolai N. Todorașko, iar secunzii lui au fost Serghei P. Kambur și Mihail F. Bura.

## Palmares
- Campionatul de Handbal al Belarusului
  - Câștigătoare (1): 2008
  - Medalie de argint (10): 2003, 2004, 2005, 2006, 2007, 2009, 2010, 2011, 2012, 2013
  - Medalie de bronz (4): 2014, 2015, 2016, 2018

- Cupa Challenge EHF:
  - Optimi de finală (1): 2016

## Echipa

### Lotul de jucătoare
Echipa în sezonul 2018–19
| Portari - 01 Iulia Kunțevici - 16 Viktoria Kozlova - 30 Anna Pașko Extreme dreapta - 13 Ianina Eliseeva Extreme stânga - 05 Aleksandra Kașkevici - 14 Veronika Rusilko Pivoți - 92 Diana Suprunova | Intermediari stânga - 09 Anastasia Nikolaevici - 10 Inna Kravcenko - 19 Veronika Lukașevici Centri - 02 Svetlana Petrenko - 07 Ilona Derneiko - 11 Irina Reznicenko Intermediari dreapta - 03 Veronika Țvirko - 24 Anna Riabcenko |

### Banca tehnică
Sezonul 2018–19
| Post               | Naționalitate/Nume |
| ------------------ | ------------------ |
| Antrenor principal | Elena Guseva       |
| Antrenor secund    | Anna Pogherilo     |
| Antrenor secund    | Igor Mirzagaianov  |
| Fizioterapeut      | Anna Ciceagova     |

### Conducerea administrativă
Sezonul 2018–19
| Post           | Naționalitate/Nume    |
| -------------- | --------------------- |
| Președinte     | Roman Iurievici Piven |
| Vicepreședinte | Serghei Lemeșevski    |

## Antrenori
Conform paginii oficiale a clubului
| Perioadă  | Antrenor principal                | Antrenor secund                     |
| --------- | --------------------------------- | ----------------------------------- |
| 2001–2005 | Nikolai N. Todorașko              | Serghei P. Kambur Mihail F. Bura    |
| 2005–2006 | Serghei P. Kambur Dmitri V. Tihon |                                     |
| 2006–2009 | Serghei P. Kambur                 | Elena V. Guseva                     |
| 2009–2013 | Serghei P. Kambur                 | Aleksandr S. Sîtko Elena V. Guseva  |
| 2013–2014 | Serghei P. Kambur                 | Aleksandr S. Sîtko Natalia N. Lunea |